# 2I/Борисов
2I/Борисов, с първоначално означение C/2019 Q4 (Borisov) е първата открита междузвездна комета и вторият междузвезден обект (след междузвездния астероид 1I/Оумуамуа), който е регистриран да преминава през нашата Слънчева система. Открита е от руския любител астроном Генадий Борисов с помощта на собственоръчно конструиран телескоп с диаметър 0,65 m от личната му обсерватория МАРГО в селището Научный в Крим.
Обектът е открит преди да се доближи до Слънцето. Към момента на откриването му е бил на около 3 AU от Слънцето и на 3,8 AU от Земята, със звездна величина 17,8.
От множеството наблюдения е установено, че кометата се движи по хиперболична траектория спрямо Слънцето с ексцентрицитет е = 3,36 и преминава през перихелий на 7 – 9 декември 2019 г. на 2 AU от централното светило (т.е. отвъд орбитата на Марс, но по-близо от вътрешните слоеве на Астероидния пояс). Движението по хиперболична траектория означава, че тялото не е свързано гравитационно със Слънцето, преминава еднократно около него, след което ще напусне завинаги Слънчевата система. От наблюдения с телескопа Хъбъл става ясно, че диаметърът на самата междузвездната комета е под 0,5 km, а заедно с комата е около 20 km.

## Название
По традиция новооткритите комети получават името на своя откривател, а означението 2I означава, че това е вторият регистриран междузвезден обект (I = interstellar).

## Траектория
Кометата е открита в нощта на 30 август 2019 в северния небосклон между съзвездията Рис и Рак. Предполага се, че идва от съзвездията Персей или Касиопея. Към момента на откриването кометата е била на около 3 AU от Слънцето, преди перихелий. В северния небосклон е видима почти до средата на ноември, когато на 13 ноември пресича небесния екватор и навлиза в южния небосклон. На 8 декември достига перихелий (най-близкото разстояние от Слънцето), а на 28 декември преминава на най-близко разстояние от Земята, на 1,9 AU, или на около 285 милиона километра с елонгация около 80°. Инклинацията е 44°, поради което кометата не доближава съществено до никоя от планетите, включително и Юпитер, чиято гравитация в най-голяма степен би могла да отклони кометата или да промени скоростта ѝ. Ще напусне Слънчевата система в посока съзвездието Телескоп.

## Скорост
Съгласно Втория закон на Кеплер, скоростта на тяло около централното тяло не е еднаква и постоянна – при движение по елипсовидна орбита скоростта е най-ниска в афелий и най-висока в перихелий. Това важи и за хиперболична орбита с тази разлика, че афелият е в безкрайността, но отново в перихелия скоростта е най-висока. Към момента на откриването, кометата се приближава към Слънцето с 32,3 km/s, което е несравнимо по-голяма скорост от всички познати комети в Слънчевата система с произход от Пояса на Кайпер или от Облака на Оорт. В средата на септември 2019 скоростта се увеличава до 41 km/s, за да достигне максималните 44,9 – 48,6 km/s спрямо Слънцето в перихелий, след което започва да спада.
Скоростта на кометата към безкрайност (с която излиза от Слънчевата система) е отново близка до 32 – 33 km/s, доста по-висока от тази на Оумуамуа (26,5 km/s). С тази си скорост 2I/Борисов за период от 9000 години ще се отдалечава с 1 светлинна година спрямо Слънцето, или със скорост 6,8 AU/год.
За сравнение Вояджър 1, който също напуска Слънчевата система, се движи със скорост 16,9 km/s, или 3,57 AU/год.

## Траектория
Траекторията на 2I/Борисов е екстремно хиперболична, след над 3000 наблюдения е установен орбитален ексцентритет на кометата 3,36. Това е значително повече от ексцентритета на познатите над 300 слабохиперболични комети (с произход Слънчевата система), чиито ексцентритети малко надвишават 1, и дори от извънземния астероид 1I/Оумуамуа с ескцентрицитет 1,2. Ексцентрицитетът, заедно с високата скорост на приближаване и отдалечаване и значително по-голямото разстояние в перихелий, са важни индикатори за междузвездния произход на 2I/Борисов.

## Химически състав
Предварителният спектрален анализ показва сходство с дългопериодичните комети с произход от Облака на Оорт. По-късно е установено наличието на цианид CN, въглеводородни вериги, толини, вода. Като цяло никакви особени различия с кометите от Слънчевата система не са забелязани. Съставът на опашката е твърде сух, без наличие на лед и вода, но с много силикатни и органични частици. Предполага се, че преминавайки покрай Слънцето, кометата е загубила 0,1 – 1% от масата си.

## Предполагаема фрагментация на ядрото
При близко преминаване покрай Слънцето, поради силното нагряване и под действието на приливните сили, е наблюдаван разпад и на други комети. 2I/Борисов прелита на 2AU около Слънцето. В началото на март 2020 г. се наблюдават два последователни проблясъка на ядрото (увеличение на яркостта с 0,3 – 0,4 m), след което, на снимки от 30 март, направени от телескопа Хъбъл, се виждат два компонента, докато на по-ранни снимки ядрото е едно. Предполага се, че по време на проблясъците голям фрагмент е изхвърлен по посока на Слънцето. По-късни наблюдения след 6 април 2020 показват, че фрагментираният компонент е изчезнал и отново се вижда единствен обект.